# 拉什莉·布坎南

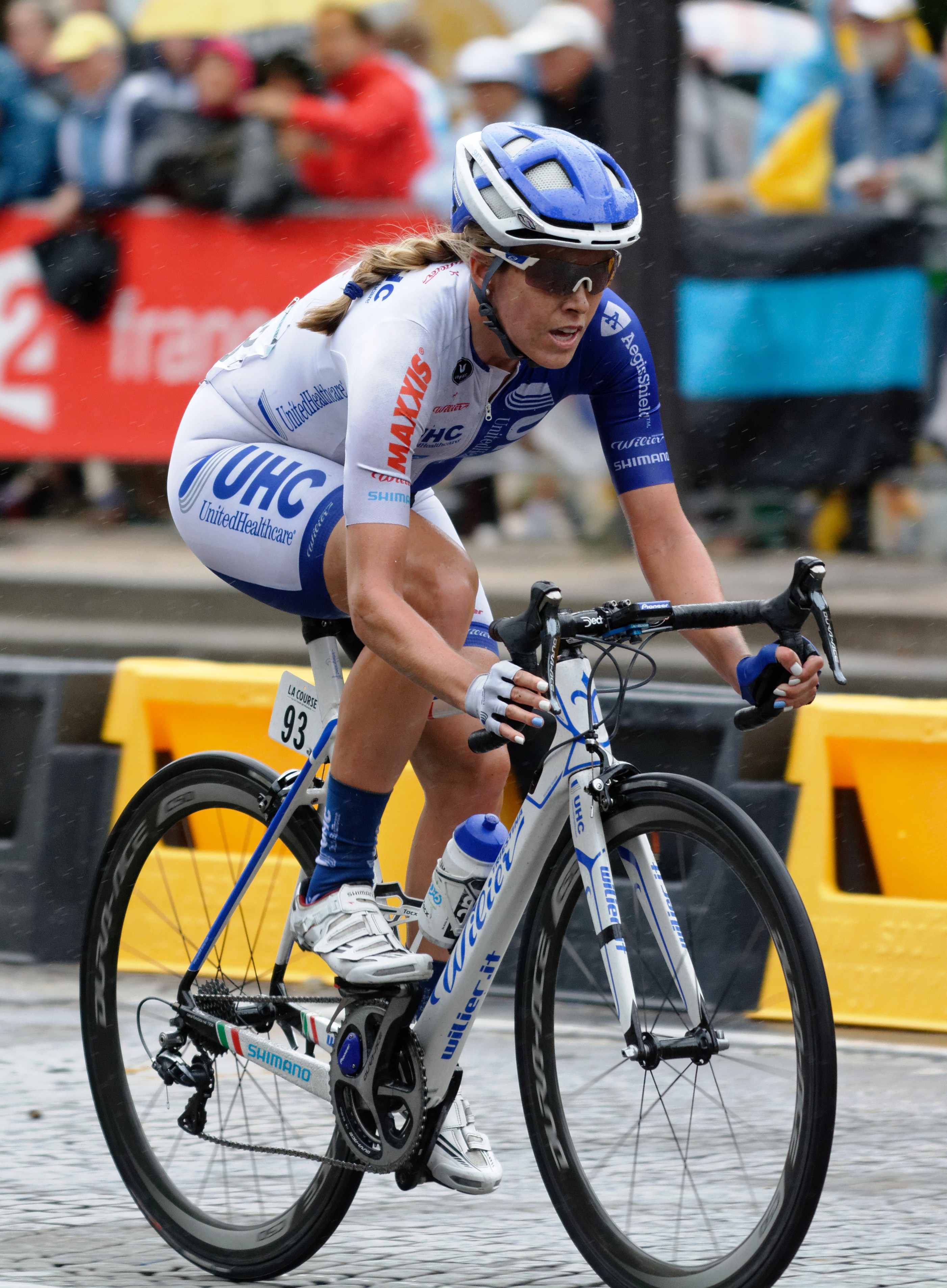
拉什莉·布坎南

拉什莉·布坎南（英語：Rushlee Buchanan，1988年1月20日—）是一名新西兰女子场地和公路自行车运动员。她曾参加2016年里约奥运，结果在女子团体追逐赛铜牌赛上不敌加拿大队获得第四名。